# Genabelte Puppenschnecke
Die Genabelte Puppenschnecke (Lauria cylindracea) ist eine Landlungenschnecke aus der Familie der Lauriidae. Sie ist lebendgebärend (ovovivipar) und bringt pro Jahr nur sehr wenige, voll entwickelte Junge zur Welt. In vielen Regionen in Südeuropa ist sie neben Helix aspersa die häufigste Schneckenart.

## Merkmale
Das Gehäuse ist 3 bis 4 mm hoch und etwa 1,8 mm breit (dick). Es ist eiförmig bis annähernd zylindrisch mit einem stumpfen Apex und weist im Adultstadium fünf bis sieben schwach gewölbte Windungen auf. Allerdings kann die äußere Form von zylindrisch bis stumpf-konisch variieren. Die Endwindung entwickelt am unteren Rand eine Kante. Die Mündung ist rundlich, elliptisch bis leicht oval mit einem weißen, scharfrandigen, nach außen umgeschlagenen Rand, der kallös lippig verdickt ist sowie einem parietalen Callus. Der Grad des Umschlags kann aber variieren. Der für gewöhnlich ausgebildete Angularzahn ist mit der Spitze der Außenlippe verbunden; er setzt sich in das Gehäuseinnere als feine, spiralige Linie fort und ist durch die Schale von außen zu sehen. Er kann selten aber auch fehlen. Bei juvenilen Tieren sind eine Columellarlamelle und einige Palatalfalten vorhanden, die durch das Gehäuse hindurch als spiralige Linien erscheinen. Sie werden im Adultstadium wieder resorbiert. Der Nabel ist eng und offen.
Die Schale ist braun und durchscheinend, die Oberfläche glänzend und nur mit schwachen Anwachsstreifen versehen. Der Weichkörper des Tieres ist dunkel, wobei Fuß und Seiten meist etwas heller sind. Die oberen Fühler sind relativ kurz, die unteren Fühler sehr kurz. Das Gehäuse wird beim Kriechen sehr hoch in einer senkrechten Position über dem Körper getragen.
Im Genitalapparat teilt sich der männliche und weibliche Trakt sehr früh, ein Eisamenleiter ist quasi nicht vorhanden. Der dünne Samenleiter (Vas deferens) ist dadurch sehr lang; er mündet apikal in den vergleichsweise sehr kurzen Epiphallus. Dieser schwillt nach der Einmündung des Samenleiters sehr rasch an; der Durchmesser nimmt dann zum Übergang Epiphallus/Penis auf die Hälfte ab. Am Übergang Epiphallus/Penis sitzt ein vergleichsweise langer, konischer Blindsack („Caecum“ oder Penisblindsack, auch Appendix). Der Penis ist vergleichsweise sehr lang und erreicht etwa die dreifache Länge des Epiphallus. Etwa am Beginn des unteren Drittels des Penis setzt der sehr lange Penisappendix an. Der untere Teil des Penisappendix ist dick (etwa Penisdicke), danach nimmt die Dicke zunächst auf die Hälfte ab. Der folgende Teil ist sehr lang und dünn, der Endteil ist wiederum sehr stark, keulenförmig angeschwollen. Der Retraktormuskel teilt sich in zwei Stränge, von denen einer am Ende des stark verdickten unteren Teils des Penisappendix ansetzt, der andere Strang am Übergang Epiphallus/Penis zwischen dem Epiphallus und der Penisblindsack.
Der obere Eileiter ist zum „Uterus“ umgebildet, in dem die Eier zurückgehalten werden, bis die Jungen fertig entwickelt sind. Durch die frühe Trennung von Samen- und Eileiter ist der freie Eileiter insgesamt sehr lang. Der Spermathek zweigt erst kurz vor dem Atrium vom Eileiter ab. Dadurch fehlt quasi die Vagina. Der Stiel der Spermathek ist sehr lang. Die Samenblase ist vergleichsweise klein und kommt im Bereich der Prostata und der Eiweißdrüse zu liegen.

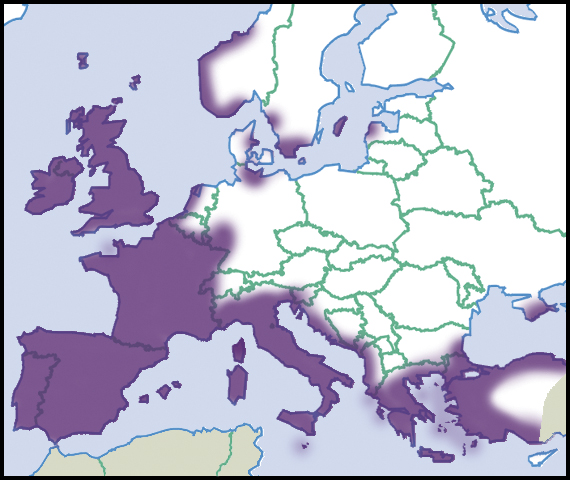
Verbreitung in Europa und der Westtürkei (nach Welter-Schultes, 2012)

## Geographische Verbreitung und Lebensraum
Die Genabelte Puppenschnecke kommt auf Madeira, den Kanarischen Inseln und den Azoren sowie in den atlantisch beeinflussten Regionen Westeuropas (Britische Inseln, Frankreich, Belgien, Niederlande, Deutschland, Dänemark), in den Küstengebieten von Skandinavien (bis zu 64° N; isoliert auf den Lofoten-Inseln), Orkney-Inseln, Südeuropa (Italien, Küstengebiete der Balkanhalbinsel und Griechenland), Kleinasien, Zypern, isoliert auf der Halbinsel Krim und im Kaukasus, im Kopet-Dag (Turkmenistan), im Nahen Osten (Libanon, Israel) und auf der Arabischen Halbinsel vor. Es gibt außerdem einige isolierte Vorkommen in der Westschweiz, in Mecklenburg-Vorpommern, in Niedersachsen, in Hessen und am Isteiner Klotz (Baden-Württemberg). Inzwischen ist die Art auch anthropogen nach Neuseeland verschleppt worden. Auch aus Südafrika gibt es Fundmeldungen, ebenso aus Nordamerika (British Columbia und Jamaika) und Tristan da Cunha im Südatlantik.
Die Tiere leben in Wäldern, auf Felsen, in Wiesen an nicht zu feuchten Stellen, häufig unter Efeu an Steinmauern. Das Feuchtigkeitsbedürfnis scheint jedoch auch regional etwas unterschiedlich zu sein. So kommt die Art auf der Krim-Halbinsel ungefähr zehnmal häufiger in trockenen Habitaten vor wie in feuchten Habitaten. In Portugal lebt sie dagegen eher in feuchten und schattigen Habitaten unter Moosen, unter Steinen, Laubstreu und der Rinde von morschen Bäumen. In der Schweiz steigt sie bis auf 800 m über NN an.

## Lebensweise
Die Genabelte Puppenschnecke ist ausschließlich lebendgebärend (ovovivipar). Der Lebenszyklus wurde an einer Population in Israel detailliert untersucht (Heller et al., 1997). Die meisten Landschneckenarten in Israel sind während der trockenen und heißen Sommermonate inaktiv und erwachen erst wieder mit Einsetzen der Herbst- und Winterregen. Die Genabelte Puppenschnecke stellt eine Ausnahme dar, denn sie ist auch im Sommer aktiv, da sie in Habitaten leben, die auch im Sommer noch etwas feucht sind. Dagegen werden sie in den kühlsten und feuchtesten Wintermonaten inaktiv. Die Reproduktionsperiode beginnt meist im Dezember, wenn die Tiere nach den ersten Winterregen sehr aktiv werden. Bis zur Mitte des Sommers tragen alle Individuen drei bis fünf voll entwickelte Embryonen mit sich, die Jungschnecken werden im Laufe des Sommers sukzessive „geboren“. Bei einem Individuum mit Embryonen können die Embryonen bis zu 25 % des Gewichts ausmachen. Im Spätsommer und Frühherbst wurden nur noch sehr wenige Exemplare mit Embryonen gefunden. Vermutlich werden nur etwa fünf bis sechs Jungschnecken pro Individuum und Saison „geboren“. Bei der „Geburt“ besitzen die Jungtiere bereits ein Gehäuse mit 1,5 bis 2,5 Windungen bei einem Durchmesser von etwa einem Millimeter. Die Tiere  brauchen zwei Jahre bis zum Erreichen der Geschlechtsreife und werden bis zu fünf Jahre alt.

## Taxonomie
Das Taxon wurde 1801 von Emanuel Mendes da Costa erstmals als Turbo cylindraceus beschrieben. Die Art ist de facto die Typusart der Gattung Lauria Gray, 1840, da die formelle Typusart, Pupa umbilicata Draparnaud, 1801 ein jüngeres subjektives Synonym von Lauria cylindracea ist.
Bei molekulargenetischen Untersuchungen wurde festgestellt, dass es innerhalb des Taxon eine nördliche und eine südliche Population gibt, die sich anhand eines Minisatelliten-Motivs (TGGAAGTG) unterscheiden. Dieses Minisatelliten-Motiv kommt n der südlichen Population zweimal hintereinander vor, bei der nördlichen Population sogar dreimal hintereinander. Die Grenze zwischen den beiden Populationen verläuft durch Deutschland. Die Populationen in Mecklenburg-Vorpommern gehören zur nördlichen Population, während Exemplare aus Rheinlandpfalz bereits zur südlichen Population gehören.

## Gefährdung und Schutz
Die Art ist in Südeuropa sehr häufig, in Portugal die zweithäufigste Art, auch in Großbritannien ist sie sehr häufig, die Bestände haben aber abgenommen. In der Schweiz kommt bzw. kam die Art nur an einigen wenigen, sehr warmen Standorten vor, die durch Habitatzerstörung bereits verschwunden sind. Auch in Deutschland ist sie eine seltene Art. Sie wird in Deutschland als stark gefährdet eingestuft.